# Skierbieszów
Skierbieszów [skʲɛrˈbʲɛʃuf] (von 1939 bis 1944 Heidenstein) ist ein Ort in Polen etwa 70 km südöstlich von Lublin. Er liegt im Powiat Zamojski in der Woiwodschaft Lublin und ist Sitz der gleichnamigen Landgemeinde. Das Dorf liegt an der Wolica, einem Nebenfluss des Wieprz, und hat etwa 1300 Einwohner.

## Geschichte

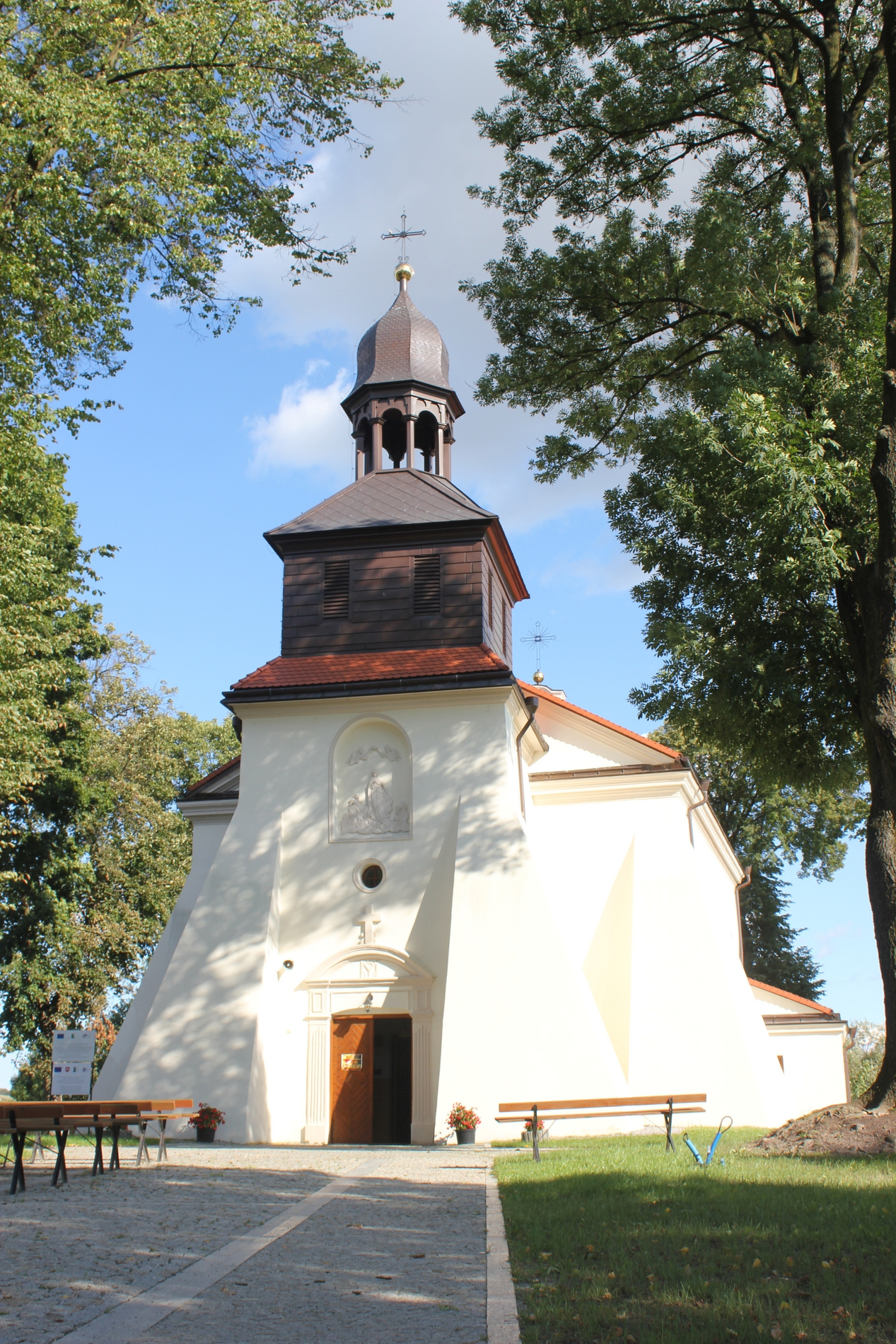
Katholische Kirche in Skierbieszów

Der Ort gehörte um das Jahr 1000 vermutlich zu den Czerwenischen Burgen, die Herzog Bolesław der Tapfere eroberte. In schriftlichen Quellen ist Skierbieszów das erste Mal um 1428 aus Anlass einer königlichen Verleihung an den Bischof von Chełm erwähnt, der im selben Jahr eine Kirche errichten ließ und 1436 eine Kirchengemeinde begründete. 1453 verlieh König Kazimierz Jagiellończyk dem Ort die Stadtrechte, die 1494 von König Jan Olbracht nach deutschem Recht bestätigt wurden.
Lange Jahrhunderte eher im Schatten der Politik, wurde die Region im Ersten Weltkrieg zum Bereich vieler und langwieriger Kämpfe zwischen dem Deutschen Reich und Russland. Sie erreichten die Stadt Krasnystaw und das Dorf Skierbieszów am 16. Juli 1915, wo der lange Stellungskrieg in einen Vormarsch nach Osten überging.
Nach dem Ersten Weltkrieg und dem folgenden sowjetisch-polnischen Krieg gegen die damals neu gegründete Sowjetunion wurde 1920 das Staatsgebiet eines neuen, unabhängigen Polen festgelegt, innerhalb dessen Skierbieszów jetzt lag.
Im Zweiten Weltkrieg gehörte die Region, die zeitweilig auch „Russisch-Polen“ genannt wurde, zum deutschen Generalgouvernement (1939–1944), das im besetzten Polen errichtet wurde. Die Bewohner des Ortes wurden von der deutschen Besatzung im Zuge der Aktion Zamość vertrieben. Viele der jüdischen Bewohner wurden im KZ Auschwitz ermordet; volksdeutsche Umsiedler, unter anderem aus Bessarabien, wurden dort angesiedelt. Zu diesen gehörte auch die Familie des späteren deutschen Bundespräsidenten Horst Köhler. Der Ort hatte etwa 925 Einwohner.
Nach dem Einmarsch der Roten Armee im August 1944 (Lwiw-Sandomierz-Operation) wurde der Ort wieder polnisch. Von 1975 bis 1988 gehörte er zur Woiwodschaft Zamość.
2011 besuchte Ex-Bundespräsident Köhler seinen Geburtsort  und traf Zeitzeugen, die Terror und Umsiedlung der Aktion Zamość überlebt hatten. Laut Vertretern der Deutschen Bundesstiftung Umwelt sollte das Schule- und Therapiezentrum in Skierbieszów eine moderne Wärmedämmung erhalten, die zu einer Energieeinsparung von rund 60 Prozent führen solle. Zudem solle das Dorf eine biologische Kläranlage erhalten; beide Projekte im Wert von 215.000 Euro. Bei einem Besuch im November 2022 bezeichnete Köhler das 2020 vom Bundestag beschlossene Denkmal für die Opfer der deutschen Besatzung in Polen als überfällig. Er glaube, „dass in Deutschland zu wenige über die Aktion Zamość wissen“. Nur polnische Medien berichteten über diesen Besuch.

## Söhne und Töchter des Ortes
- Ignacy Mościcki (1867–1946), polnischer Staatspräsident (wuchs in Skierbieszów auf)
- Ludwik Wiśniewski (* 1936), polnischer Dominikanerpriester
- Horst Köhler (1943–2025), deutscher Politiker, Bundespräsident der Bundesrepublik Deutschland (2004–2010)[2]
- Zbigniew Derdziuk (* 1962), polnischer Politiker

## Gemeinde
Zur Landgemeinde Skierbieszów gehören weitere Orte mit 29 Schulzenämtern.